# Maksim Rogow
Maksim Rogow (ur. 1986) – rosyjski piłkarz, pomocnik.

## Kariera piłkarska
Wychowanek petersburskich klubów Smiena i Zenit.
W seniorskiej piłce zadebiutował w 2007 grając dla Mietałłurga Nowokuźnieck w Pierwszej Dywizji. Potem przez dwa sezony występował w Dinamo Petersburg. W 2011 roku został zawodnikiem Mordowii Sarańsk, z którą awansował do Priemjer-Ligi. W sezonie 2014/15 wypożyczony do Dinama Petersburg, z którym następnie podpisał kontrakt na stałe.